# ديفيد ووكر بارتون
ديفيد ووكر بارتون (بالإنجليزية: David Walker Barton)‏ هو سياسي أمريكي، ولد في 1801، وتوفي في 7 يوليو 1863.